# لی چونگ-آه
لی چونگ-آه (انگلیسی: Lee Chung-ah؛ زادهٔ ۲۹ اکتبر ۱۹۸۴) بازیگر اهل کره جنوبی است. از فیلم‌ها یا مجموعه‌های تلویزیونی که وی در آنها ایفای نقش کرده‌است می‌توان به کارآگاه خون‌آشام، چون این اولین زندگیمه، بیدار و عاشق خوش‌شانس و وی‌آی‌پی اشاره کرد.